# Johann Tschopp
Johann Tschopp (Sierre, 1 juli 1982) is een Zwitsers mountainbiker en voormalig wielrenner. In 2004 maakte hij zijn debuut bij de profs.

## Carrière
Naast wegwielrennen deed Tschopp in het begin van zijn carrière ook aan veldrijden en aan mountainbiken en werd in die laatste discipline in 2004 al nationaal kampioen in de categorie cross-country. 
Eind 2003 liep Tschopp stage bij de Phonak-formatie, waarna hij een contract tekende en tot het einde van 2006 bij de ploeg bleef. In zijn eerste jaar behaalde hij geen vooraanstaande resultaten, vooral vanwege het feit dat hij door zijn ploeg in dienst van anderen werd opgesteld. Wel mocht hij namens Zwitserland deelnemen aan het WK op de weg in Verona, waar hij de finish echter niet haalde. Het jaar daarop reed hij zijn eerste Grote Ronde: in de Ronde van Italië werd hij 41e, wederom in dienst van anderen. In de Ronde van Oostenrijk van dat jaar werd hij wel uitgespeeld als kopman. Tot een overwinning kwam het niet, maar Tschopp kwam met een tweede en een vierde plaats tweemaal dichtbij in de daguitslag. In het eindklassement moest hij enkel Juan Miguel Mercado voor zich dulden. In 2006 werd hij onder meer 46ste in de Giro, tiende in de Ronde van Oostenrijk en zevende in de Ronde van Groot-Brittannië.
Nadat de Phonak-ploeg in 2007 ophield te bestaan, tekende Tschopp een tweejarig contract bij het Bouygues Télécom van Jean-René Bernaudeau. Uiteindelijk zou Tschopp tot het einde van 2010 bij de ploeg blijven. Namens deze ploeg behaalde hij in 2010 zijn grootste overwinning: de twintigste etappe in de Ronde van Italië. In de etappe over de Gaviapas en met aankomst op de Tonalepas was hij al vroeg weggereden met onder meer Carlos Sastre, Gilberto Simoni en Aleksandr Vinokoerov. Tschopp wist als enige stand te houden. Onderweg won hij ook de Cima Coppi, die dat jaar op de Gaviapas lag.
In 2011 en 2012 kwam de Zwitser uit voor BMC Racing Team. In 2013 vertrok Tschopp weer bij BMC en tekende een contract bij de nieuwe Zwitserse ploeg IAM Cycling. In zijn eerste seizoen bij die ploeg mocht hij eenmaal het podium betreden: in de Trofeo Matteotti werd hij tweede achter zijn ploeggenoot Sébastien Reichenbach. Ook won hij de bergklassementen van Parijs-Nice 2013 en de Ronde van Romandië 2014. Aan het eind van het seizoen 2014 kondigde Tschopp aan te stoppen met zijn wegcarrière en zich weer te gaan richten op het mountainbiken.

## Overwinningen
2004
 Zwitsers kampioen marathon, Elite
2009
4e etappe La Tropicale Amissa Bongo
2010
20e etappe Ronde van Italië
2012
5e etappe Ronde van Utah
Eindklassement Ronde van Utah
2013
Bergklassement Parijs-Nice
2014
Bergklassement Ronde van Romandië

## Resultaten in voornaamste wedstrijden
| Jaar | Ronde van Italië | Ronde van Frankrijk | Ronde van Spanje |
| ---- | ---------------- | ------------------- | ---------------- |
| 2004 |                  |                     |                  |
| 2005 | 41e              |                     |                  |
| 2006 | 45e              |                     |                  |
| 2007 |                  | 93e                 |                  |
| 2008 |                  | 54e                 |                  |
| 2009 | 126e             |                     |                  |
| 2010 | 34e (1)          |                     | 79e              |
| 2011 | 15e              |                     | opgave           |
| 2012 | 14e              |                     |                  |
| 2013 |                  |                     |                  |
| 2014 |                  |                     | opgave           |

| Jaar | Luik-Bast.‑Luik | Ronde van Lombardije | Waalse Pijl | Clásica San Sebastián |  | WK op de weg |  | Wereldranglijsten |
| ---- | --------------- | -------------------- | ----------- | --------------------- |  | ------------ |  | ----------------- |
| 2004 |                 |                      |             | 44e                   |  | opgave       |  |                   |
| 2005 | 93e             |                      |             |                       |  |              |  |                   |
| 2006 |                 |                      |             | 85e                   |  |              |  |                   |
| 2007 |                 |                      |             |                       |  |              |  |                   |
| 2008 | 93e             |                      |             |                       |  |              |  |                   |
| 2009 | opgave          | 75e                  |             | 85e                   |  |              |  |                   |
| 2010 |                 |                      |             |                       |  |              |  | 127e (UWK)        |
| 2011 |                 |                      | opgave      | 55e                   |  |              |  | 138e (UWT)        |
| 2012 |                 |                      |             |                       |  |              |  | 132e (UWT)        |
| 2013 |                 | 26e                  |             |                       |  |              |  |                   |
| 2014 |                 | 73e                  |             |                       |  |              |  |                   |

## Ploegen
- 2003- Phonak Hearing Systems (stagiair vanaf 1-9)
- 2004- Phonak Hearing Systems
- 2005- Phonak Hearing Systems
- 2006- Phonak Hearing Systems
- 2007- Bouygues Télécom
- 2008- Bouygues Télécom
- 2009- BBox Bouygues Telecom
- 2010- Bbox Bouygues Telecom
- 2011- BMC Racing Team
- 2012- BMC Racing Team
- 2013- IAM Cycling
- 2014- IAM Cycling

Wielerploegen van Johann Tschopp
Aebersold · 
Albasini · 
Bayarri · 
Bergmann (tot 31/01) · 
Bertolini ·
Beuchat · 
Camaño · 
Camenzind · 
Dessel · 
Domínguez ·
Elmiger · 
Fertonani ·   
Gougot · 
Grabsch · 
Kupfernagel ·
Martinez · 
Moos · 
Oesaw · 
Pereiro · 
Pérez ·
Rast ·
Salmon · 
Schnider · 
Strazzer · 
Zülle · 
Tschopp (stagiair) · 
Urweider (stagiair) 
Aebersold · 
Albasini · 
Bayarri · 
Bennati ·  
Camenzind (tot 31/07) · 
Dessel · 
Elmiger · 
Fertonani · 
González ·   
Grabsch · 
Gutiérrez ·
Hamilton ·
Jalabert ·
Moos · 
Murn · 
Nose · 
Oesaw · 
Pereiro · 
Pérez ·
Rast ·
Sevilla · 
Schnider · 
Tschopp · 
Valjavec · 
Zülle (tot 31/08) · 
Urweider (stagiair) 
Aebersold · 
Botero · 
Clerc ·  
Elmiger · 
González (tot 15/09) ·   
Grabsch · 
Guidi · 
José Enrique Gutiérrez ·
José Ignacio Gutiérrez ·
Hunter · 
Jalabert ·
Landis · 
Martín ·
Moos · 
Murn · 
Nose ·  
Peña ·
Pereiro · 
Rapinski ·
Rast ·
Schnider · 
Tschopp · 
Urweider ·
Valjavec · 
Zampieri
Botero · 
Clerc ·  
Elmiger · 
Fernández ·
Grabsch · 
Guidi · 
José Enrique Gutiérrez ·
José Ignacio Gutiérrez ·
Hesjedal ·   
Hunter · 
Jalabert ·
Landis (tot 31/07) · 
Martín ·
McCarty · 
Merckx ·
Moerenhout · 
Moos ·
Morabito · 
Murn ·  
Peña ·
Rast ·
Schär · 
Stalder ·
Tschopp ·
Urweider (tot 15/04) · 
Vitoria · 
Zampieri
Belgy ·
Bernaudeau ·
Bonnaire ·
Brochard ·
Champion ·
Claude ·
Clement ·
Clerc ·
Crosbie ·
Drancourt ·
Fédrigo ·
Flickinger ·
Florencio ·
Gène ·
Geslin ·
Haddou ·
Jérôme ·
Labbe ·
Le Boulanger ·
Lefèvre ·
Martias ·
Pichot ·
Pineau ·
Pütsep ·
Renier ·
Rous (tot 15/06) ·
Sprick ·
Tschopp ·
Voeckler ·
Jeandesboz (stagiair) ·
Quéméneur (stagiair) 
Belgy ·
Bernaudeau ·
Bonnaire ·
Champion ·
Claude ·
Clement ·
Clerc ·
Crosbie ·
Fédrigo ·
Florencio ·
Gaudin ·
Gène ·
Geslin ·
Haddou ·
Jérôme ·
Labbe ·
Lefèvre ·
Martias ·
Pichot ·
Pineau ·
Pütsep ·
Quéméneur ·
Renier ·
Sokolov ·
Sprick ·
Trofimov ·
Tschopp ·
Turgot ·
Voeckler ·
Jeandesboz (stagiair) 
Arashiro ·
Belgy ·
Bernaudeau ·
Bonnaire ·
Bonnet ·
Bouyer ·
Chainel ·
Claude ·
Fédrigo ·
Gaudin ·
Gautier ·
Gène ·
Haddou ·
Jérôme ·
Labbe ·
Lefèvre ·
Le Floch ·
Martias ·
Pichot ·
Quéméneur ·
Rolland ·
Sokolov ·
Sprick ·
Trofimov ·
Tschopp ·
Turgot ·
Voeckler ·
Cousin (stagiair) ·
Guay (stagiair) ·
Hurel (stagiair) 
Arashiro ·
Bernaudeau ·
Bichot ·
Bonnet ·
Bouyer ·
Chainel ·
Charteau ·
Claude ·
Fédrigo ·
Gaudin ·
Gautier ·
Gène ·
Haddou ·
Jérôme ·
Lefèvre ·
Le Floch ·
Pichot ·
Quéméneur ·
Rolland ·
Sprick ·
Trofimov ·
Tschopp ·
Turgot ·
Voeckler ·
Vogondy ·
Cousin (stagiair) ·
Hurel (stagiair) ·
Reza (stagiair) 
Ballan ·
Barton · 
Beyer ·
Bookwalter · 
Burghardt ·
Butler ·
Eijssen · 
Evans ·
Frank · 
Hincapie ·
Kohler ·
Kristoff ·
Kroon ·
Louder ·
Moinard ·
Morabito ·
Murphy ·
Phinney ·
Quinziato ·
Roe ·         
Santambrogio ·
Santaromita ·
Schär ·
Tschopp ·
Van Avermaet ·
Wyss ·
Zahner
Ballan ·
Blythe · 
Bookwalter · 
Burghardt ·
Cummings ·
Eijssen · 
Evans ·
Frank · 
Gilbert  ·
Hincapie ·
Hushovd ·
Kohler ·
Lodewyck ·
Moinard ·
Morabito ·
Phinney ·
Pinotti ·
Quinziato ·
Roe ·         
Santambrogio ·
Santaromita ·
Schär ·
Tschopp ·
Van Avermaet ·
Van Garderen ·
Wyss ·
Flückiger (stagiair) ·
Warbasse (stagiair) 
Aregger · 
Bandiera ·
Brändle · 
Cusin · 
Denifl · 
Elmiger · 
Fumeaux · 
Goddaert · 
Haussler · 
Hinault · 
Hollenstein · 
Ista · 
Klemme · 
Lang · 
Larsson · 
Löfkvist · 
Pelucchi · 
Pliușchin · 
Reichenbach · 
Saramotins · 
Schelling · 
Tschopp · 
Wyss
Aregger · Brändle · Chavanel · Denifl · Elmiger · Frank · Fumeaux · Goddaert (tot 18/02) · Haussler · Hinault · Hollenstein · Ista · Klemme · Kluge · Lang · Larsson · Löfkvist · Pelucchi · Pineau · Reichenbach · Reynés · Saramotins · Schelling · Tschopp · Wyss